# Михайловский (Гомельская область)
Михайловский (бел. Міхайлаўскі) — посёлок в Чечерском районе Гомельской области Белоруссии. Входит в состав Ленинского сельсовета.

## География

### Расположение
В 7 км на юг от Чечерска, 42 км от железнодорожной станции Буда-Кошелёвская (на линии Гомель — Жлобин), 66 км от Гомеля.

### Гидрография
На реке Сож (приток реки Днепр).

## Транспортная сеть
Транспортные связи по просёлочной, затем по автодорогам, которые идут от Чечерска. Планировка состоит из короткой прямолинейной меридиональной улицы, застроенной деревянными усадьбами.

## История
Основан в начале XX века переселенцами из соседних деревень. В 1926 году работало почтовое отделение, в Бердыжском сельсовете Чечерского района Гомельского округа. В 1931 году организован колхоз. Во время Великой Отечественной войны в августе-сентябре 1943 года оккупанты сожгли 21 двор. Согласно переписи 1959 года в составе колхоза имени В. И. Ленина (центр — посёлок Вознесенский).

## Население

### Численность
- 2004 год — 9 хозяйств, 22 жителя.

### Динамика
- 1926 год — 22 двора, 116 жителей.
- 1940 год — 22 двора, 89 жителей.
- 1959 год — 46 жителей (согласно переписи).
- 2004 год — 9 хозяйств, 22 жителя.